# Florián Zajíc
Florián Zajíc (4. května 1853 Unhošť 17. května – 1926 Berlín) byl český houslista a hudební pedagog převážně pobývající v Německu.

## Život

### Mládí
Narodil se v Unhošti nedaleko Kladna ve středních Čechách jako dítě zchudlých rodičů Jakoba Zajíce a jeho manželkyVilemíny, rozené Kováříkové. Jen s pomocí stipendií mohl osm let studovat hru na housle u Moritze Mildnera a Antonína Bennewitze na Pražské konzervatoři. 

### V Německu

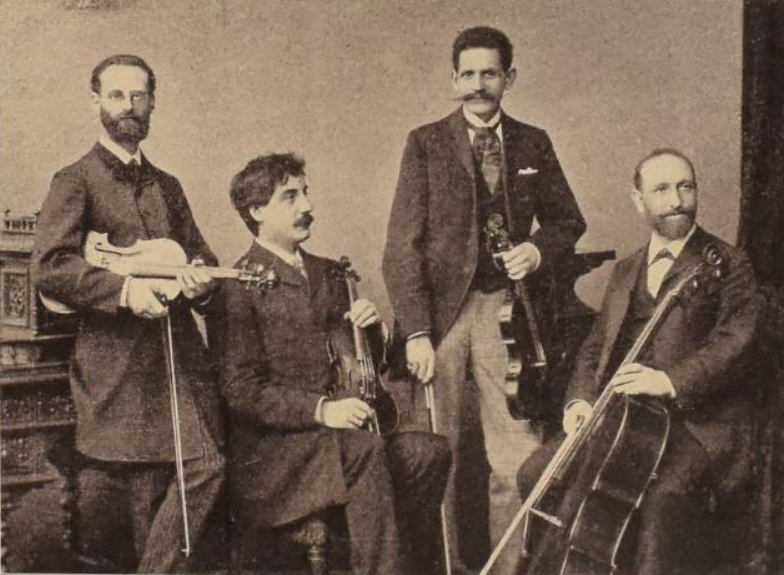
Zajic-Quartett v Hamburku okolo roku 1890: (zleva) Michael Löwenberg, Florian Zajíc, Julius Schloming a Albert Löwenberger

Po absolutoriu odešel za prací do Německého císařství. Nejprve se stal členem divadelního orchestru v Augsburgu, později pak koncertním mistrem v Mannheimu, roku 1881 potom ve Štrasburku a roku 1889 v Hamburku. Zde mj. působil také jako učitel budoucího virtuóze Paula Dessaua. V letech 1881 až 1889 také působil jako učitel na konzervatoři ve Štrasburku. V roce 1891 následoval svého kolegu Émile Saureta a začal pracovat na konzervatoři Stern'sche v Berlíně, kde byl později jmenován profesorem. 1. října 1895 potom nastoupil do učitelského sboru konzervatoře Klindworth-Scharwenka v Berlíně.
Během pobytu v Hamburku vystupoval s vlastním smyčcovým tělesem Zajic-Quartett, spolu s Juliem Schlomingem (2. housle), Michaelem Löwenbergem (viola) a Albertem Gowou (violoncello).
Hrál na housle od houslaře Dely Gésu z roku 1740, které se proslavily jako „Heifetz ex David“. Ty získal v roce 1885 z pozůstalosti německého houslisty Ferdinanda Davida.

### Úmrtí
Florián Zajíc zemřel 17. května 1926 v Berlíně.